# 柯科迪
柯科迪（英語： i/kərˈkɔːdi/ kər-KAW-dee）是一座位於蘇格蘭法夫的鎮和前皇家自治鎮。柯科迪位于福斯灣北岸，愛丁堡以北11.6英里（19），邓迪西南27.6英里（44） 。2011年人口普查時有49,709人，是法夫最大的人口聚居地。其暱稱（listenⓘ；很長的鎮）指的是鎮上16、17世紀地圖上可看到的0.9英里（1.4）長的主街，這條街的長度後來擴展到4英里（6.4），甚至連接到了附近的自治鎮上。原先獨立的自治鎮戴撒在1930年併入柯科迪。
柯科迪的人類居住史可以追溯到青銅時代。第一份提到此地的文獻記錄出現在1075年，當時馬爾科姆三世准許在此地建立鄧弗姆林修道院，大卫一世後來將此鎮交給了由教堂衍生出來的修道院，1327年羅伯特一世正式確認承認其自治鎮地位。1644年查理一世授予其皇家自治鎮的地位。
16世紀早期，柯科迪成為貿易重地，因而衍生了當地的製鹽業、產煤業和製釘業。1672年出現亞麻製造業，該產業後來在19世紀中期成了鎮子的支柱產業。1877年開始生產油氈，產業重心由此轉移。1950年代和60年代擴建，但因為油布生產業和其他產業衰退，其發展減緩。
柯科迪有眾多娛樂場所，因而成為法夫地區的服務業中心。柯科迪亦是經濟學家亞當·斯密的出生地以及其撰寫名著《國富論》的地方。

## 歷史

### 地名緣起
「柯科迪」一詞的意思是「堅固堡壘」或「堅固堡壘所在地」。它由（意思是「堡垒」）、（意為「堅硬」或作當地一位作風強硬的統治者的稱呼），和後綴（意思是「地方」）結合並演變而成的。

### 早期歷史
柯科迪的人類居住史可以追溯到青銅時代。柯科迪擁有從沙灣一直延伸開來的自然梯田，而且它靠近東伯恩河（East Burn）北部，故成為宜居之地。於柯科迪被發掘的11件陪葬品，年份可以追溯到公元前2500年至公元前500年，是為法夫地區最古老的葬禮遺址。其餘四個墓地的建造年期可以追溯到公元前4000年左右，其他近似的墓地也於A92公路以東的波格利或戴撒站立石遺址周圍被發現。儘管法夫地區幾乎沒有羅馬人集居地，但羅馬人柯科迪郊區的卡貝里農場有一個集居地。
據牛津大學圖書館管理員愛德華·力高信所述，雷斯戰役於596年爆發，盎格魯人和達爾里阿達王國國王加布爾之子艾登聯同由蘇格蘭人、皮克特人和不列顛人組成的聯盟會戰於柯科迪西部地區。

### 中世紀
1075年，柯科迪首次出现在文献中，當時馬爾科姆三世准許在此地建立鄧弗姆林修道院，他規定居民需要為保養教堂支付會費和稅款。馬爾科姆的兒子大衛一世後來將此鎮交給了教堂發展出來的修道院。
1304年，英格兰統治蘇格蘭期間，鄧弗姆林修道院院長向英格兰國王愛德華一世提議為柯科迪舉辦每週一次的市集和年度博覽會。柯科迪因而被認為是「最古老的自治鎮之一」。1327年，蘇格蘭國王羅伯特一世（1306-1329年在位）確認了柯科迪的自治鎮地位。
1363年，蘇格蘭國王大衛二世（1329-1371年在位）頒布了特許狀予柯科迪，允許柯科迪的市民買賣貨物給昆斯費里、鄧弗姆林和馬瑟爾堡市民。1451年，柯科迪被授予封地地位，地方官員和地方議會負責處理該鎮的日常管理及財政預算，條件是每年向鄧弗姆林修道院院長支付2.5馬克（換算為33先令4便士，或1.67英鎊）。

### 16世紀至18世纪
16世紀，柯科迪因港口建成而成為貿易重鎮。柯科迪利用其處於蘇格蘭東部海岸的優越地理位置，與低地國家、波羅的海地區、英國和法國北部開始有貿易往來。1451年，鄧弗姆林修道院院長和柯科迪議員簽訂憲章。根據16世紀早期一份財政部告，通過柯科迪港口進口的木材（可能來自波羅的海國家）成為福克蘭宮和愛丁堡城堡的建造材料，並用於造船業上。柯科迪亦出口皮革、羊毛、皮草、鯡魚、鮭魚、煤和鹽等原材料到各地至17世紀。
1644年，查理一世頒布憲章，授予柯科迪皇家自治鎮地位，西敏寺自此不再對柯科迪有管轄權。為此國王贈送8.12英畝（3.29公頃）的荒地予柯科迪居民。1638年，柯科迪居民簽署《國民公約》，反對贊助長老會教堂，反对為長老會教堂引進更多職位。1645年，基爾賽斯戰役爆發，柯科迪居民因支持一群由蘇格蘭長老會發起的盟約者運動而參戰，最終超過250名居民陣亡。基爾賽斯戰役結束後，未平息的內戰又造成至少480人死亡，内战也摧毀了停泊在港口的貿易船。柯科迪的港口直到1660年只有十二艘註冊船隻，而據稱在1640年到1644年間註冊的船隻也只有100艘。
17世紀末，柯科迪的經濟隨著製造業的發展而復甦。1672年，亞麻製造業於柯科迪萌芽，於19世紀中期更成為柯科迪的經濟支柱。丹尼尔·笛福曾形容柯科迪是「比英國海岸線上的任何城鎮都要大、人口更多、建築物質量更好的城鎮」。在1778年到1793年間，柯科迪造船業也開始復興，期間當地船廠共製造了38艘船。到了19世紀中葉，捕鯨隨造船業的發展成為柯科迪其中的另一個新興的重要產業。1813年，柯科迪第一艘捕鯨船「珀西伯爵號」（Earl Percy）向北航行至戴維斯海峽。直到1866年，柯科迪最後一艘捕鯨船「輝煌號」（The Brilliant）被賣至彼得黑德，柯科迪捕鯨業才劃上了句號。1790年，政府修建了一條從白地古經庫珀到泰爾河畔的新港的高速公路，同時法夫固有道路系統中的其中一個路段得到改善，大大增加了柯科迪商業街的交通流量，並有助於鞏固柯科迪的地位。

### 現代
19世紀時，鎮上的主要工業是亞麻紡織業。為了應付日益提升的亞麻、木材和大麻進口量，以及煤炭、鹽和亞麻的出口量，1843年至1846年期間，柯科迪港口被擴建，新的濕貨碼頭和棧橋落成。1847年，帆布製造商米高·乃因從腓特烈·禾頓獲得地布之專利許可，並在附近的帕斯黑德開了一家工廠生產地布。1876年專利到期後，乃因和其他地布製造商開始生產亞麻油。直到1883年，柯科迪有7家工廠同時生產地佈和油氈，共僱用1300名工人。1906年至1908年期間，海港擴建工程完成，油氈和煤炭的出口量因而增加。
1876年，柯科迪疆界的擴展令皇家自治鎮的邊界得以延伸。在這次擴展中，柯科迪吞併了位於阿布沙（Abbotshall）教區的連頓（Linktown）、位於景韓（Kinghorn）教區的延雲泰（Invertiel），以及位於戴薩教區的柏夫赫（Pathhead）、辛加敦（Sinclairtown） 和加拉頓（Gallatown）部分村落。這些村落曾一度被行會禁止出售其商品至柯科迪。1922至1923年，柯科迪的失業居民在失業補助委員會的資助下建造了一座海堤和海濱廣場。1930年，柯科迪的範圍將進一步擴大到戴撒。
1950至1960年代，柯科迪西北部被劃作新的住宅區。1960至1970年代市中心的重建工程摧毀了許多舊商業街。有人推測到1970年，該鎮的人口可能會增加到55,000至60,000人左右，但事實並非如此。20世紀60年代中期，油氈工業的衰落導致人口減少，人口從1961年的53,750人的高峰降至1981年的47962人。
至今，柯科迪仍然是周邊地區的重要中心，坐擁一個博物館、美術館、三個公園和眾多購物設施。該鎮還舉辦一年一度的林克斯市集，它被認為是歐洲最長的街頭市集。油氈工廠已歸於瑞資企業福尔波名下，仍繼續生產油氈，但規模比以前大幅縮小。柯科迪海港於1992年關閉，2011年10月重新對貨船開放。赫治臣（Hutchison's）母公司卡爾麵粉廠（Carr's Flour Mills）、港口所有者福思港口（Forth Ports）和蘇格蘭運輸公司合作，卡爾麵粉廠始能夠通過港口運進小麥，蘇格蘭運輸公司每年削減卡車數目四分之一。

## 政府
15世紀中葉，柯科迪皇家自治鎮地位得以確立，意味著柯科迪有自己的鎮議會處理行政事務和財政政策。對鎮議會最早的記載出現在1582年左右。議會議員多在公地（現「志願者綠地」，Volunteers' Green）或鎮公所街上的鎮公所開會。1644年，柯科迪成為皇家自治鎮，鎮長一職最初由地方官員、議員或裁判官擔任。第一任鎮長為羅伯特 · 惠特（Robert Whyt），大約在1658年履任。柯科迪是蘇格蘭在17世紀時四個使用兩個紋章的自治鎮之一，其中一個紋章上面刻有格言「我通過觀察來確保安全」（Vigilando Munio），另一個紋章則刻有柯科迪守護神聖布賴斯的雕像。根據1973年《地方政府（蘇格蘭）法》，柯科迪的皇家自治鎮地位於1975年廢除，柯科迪改用三級地區制。柯科迪皇家自治鎮與屬法夫地區的三個行政區之一的柯科迪區合併。根據1994年《地方政府等（蘇格蘭）法》，區議會於1996年廢除，令柯科迪區成為單一議會區。新的法夫議會將其屬下地區歸其監管，設立了代表每個地區的地區議會。
柯科迪政府由幾級民選機構組成。柯科迪分為6個社區理事會區域：賓路治（Bennochy） 、希菲（Hayfield）、戴撒（Dysart）、東柯科迪（Kirkcaldy East）、北柯科迪（Kirkcaldy North）、西柯科迪（Kirkcaldy West） 和天寶賀（Templehall）。其中，只有戴撒、北柯科迪和西柯科迪有社區委員會，向地方政府和中央政府傳達社區上的聲音。柯科迪與附近的桑頓（Thornton）構成了民政教區「柯科迪和戴撒」，但民政教區沒有實權。
總部位於格倫羅西斯的法夫議會是管轄柯科迪唯一的地方政府機構，負責地方治理的行政、審議和立法。柯科迪鎮公所是柯科迪地方政府總部。柯科迪選區在法夫議會中佔了十一席，由三個選區選舉產生。英国议会權力下放予蘇格蘭議會，讓其負責一部分英國事務，如教育、衛生和司法。
1710年，阿伯甘比上校（Colonel Abercrombie）成為第一位從柯科迪議會進入英国下议院的國會議員。《1707年聯合法令》頒布之前，柯科迪議會曾派遣一名議員前往舊蘇格蘭議會會議（通常在愛丁堡舉行)。1707年到1832年，柯科迪受戴撒自治鎮選區（Dysart Burghs，由柯科迪自治鎮、戴撒、景韓和本泰蘭（Burntisland）組成）管轄。後來，柯科迪自治鎮選區根據1832年改革法令成立。羅伯特·費格遜（Robert Ferguson）再次當選為國會議員。柯科迪成為英國柯科迪和考登畢斯郡選區（英國國會選區）的一部分，整個郡選區以「領先者當選」制度選出一名議員進入聯合王國議會英國下議院。自從2017年英國大選以來，工黨的萊斯莉·賴德（Lesley Laird）出任柯科迪和考登畢斯郡選區的議員達20年。
柯科迪是蘇格蘭議會柯科迪選區的一部分，而柯科迪選區是「中蘇格蘭及法夫」的9個選區之一。每個選區通過「領先者當選」制度選舉一名蘇格蘭議會議員。在2011年的蘇格蘭議會選舉中，蘇格蘭民族黨的大衛·杜雲士（David Torrance）勝出，成為柯科迪的議員。2011年選舉之前，蘇格蘭議會的選區重新劃分後，柯科迪選區沿海岸擴大，納入巴克黑文、梅瑟爾（Methil）、東維米斯和西維米斯的村莊。柯科迪亦選舉7名歐洲議會議員。

## 地理
歷史學家不能確定中世紀時柯科迪鎮中心的確實位置，但可能在柯克·溫德街（Kirk Wynd）和大街交界，皆因該地曾經是市集廣場和自治鎮的中心。窄長的市集無論對城鎮或是鄰近的內陸地區都十分重要。主幹道鋪著大石或是鵝卵石，上面覆蓋著小塊石板，從山上一直延伸到大街對面的大海。大街後面是市民們的公地或一片平地，他們分佈在房子周圍。大街靠海的一邊是淺地。大街另一邊的地塊陡峭地向隆蒙德山麓（Lomond foothills）的梯田挺進。柯克· 温德街後面的山街向南通往大街的西端。聖布萊斯教區教堂（現被稱為老教區教堂）在柯克溫德教堂的上面。
連接東伯恩河支流的小溪流灌溉鄧尼基爾莊園土地，之後從維多利亞高架橋下的一條暗渠流出，順著一條深峽谷，穿過赫治臣（Hutchison's）麵粉廠，後與海港平行，最終流入大海。
從19世紀中期開始，赫治臣麵粉廠就成為了與小溪流沿岸的重要地標。麵粉磨坊選擇溪流沿岸是因為附近的鐵路連接總站和港口，而不是因為需要用小溪流的水流為磨坊提供動力。溪流流至雷斯莊園的土地，形成雷斯湖和它的支流德龍納奇溪，為居民提供觀賞風景和娛樂的好去處。

## 人口統計
柯科迪的城鎮普查始於16世紀末。1639年教區人口的最初估計是在3000人到3200人之間，到1691年約有3400人。十八世紀初時人口有所減少，根據1755年韋伯斯特的統計，柯科迪教區的人口約為2296人。1801年英國第一次全國人口普查時，人口已增至3248人。在1841年的人口普查中，柯科迪的人口為4785人，到1901年已經上升到34079人。到1951年人口普查時，人口數目達到了49050人。
據2001年英國人口普查顯示，柯科迪的常住人口為46912人，佔法夫郡總人口的13.4% 。報告亦指出共有21365戶家庭居於柯科迪，14.8%為同居已婚夫婦，16.4%為單身家庭，18.8% 為同居未婚夫婦，7.9% 為空巢家庭。2010年，柯科迪的人口數目稍微下跌至49560人。
2011年英國人口普查顯示，人口數字已經增加到49,709人。2016年全柯科迪地區總人口估計為59784人，預計至2026年人口將增加18% 。2016年，共有29246戶家庭居於柯科迪，其中67% 購入自住房屋，27%居民租住公共房屋，5%租住私人房屋。 36%居民獨居，16.1%的居民處於低收入水平。柯科迪每周平均收入為335英鎊。
96.52% 居民在英國出生（其中87.15% 在蘇格蘭出生），0.28%在愛爾蘭共和國出生，1.18%來自其他歐盟國家，1.86%來自世界其他地方。16-74歲居中，40.13%擔任全職工作 ，當中12.17%擔任兼職工作，4.79%是自僱人士，5.68%正處於失業狀態。有工作的學生佔2.57% ，無工作的學生佔3.06% ，退休人仕佔15.70% ，家庭主婦／夫佔5.51% ，長期病患和傷殘人士共佔佔6.68% ，因其他原因不從事經濟活動者佔3.71% 。與蘇格蘭其他地方相比，柯科迪整體移民比例較低，但75歲以上的移民比例較高。
2010年，柯科迪地區有超過7000人申請失業救濟，比2009年減少了約90人，但比金融海嘯前增加了500人。最近一次蘇格蘭多重剝奪指數數據顯示，法夫最貧困的地區是加拉頓和排名82的辛加敦，此兩地均處於蘇格蘭最貧困地區的5% 。柯科迪的林克敦、西菲爾德、海菲爾德、斯米頓和坦普霍爾東部地區均處於蘇格蘭最貧困社區的5-10% 。
2017年6月，柯科迪地區有1000名求職者申領了求職津貼，佔總人口2.8% ，高於法夫郡和蘇格蘭的平均水平。

## 經濟
該鎮最早發展的工業是煤礦開採和淘鹽，自十六世紀早期開始發展。柯科迪和鄰近的柏夫赫是早期生產粗布和釘子的重鎮，而柯科迪製造的釘子被用於17世紀荷里路德宮的修復工程上。柯科迪的亞麻織造業始於1672年，且對這個小鎮愈加重要。亞麻織造廠所使用的紗線由汉堡和不来梅進口。
柯科迪的製陶業始於1714年，製陶工場聚集於連頓、 加拉頓和辛加敦一帶。由安德魯和阿奇伯·格雷（Andrew and Archibald Gray）於1817年創立的法夫陶器廠生產了以維米斯家族命名的維米斯陶器。
1828年，米高·乃因（Michael Nairn）成立一家生產重帆布的小工廠。乃因受布里斯托爾的工廠啟發，遂從腓特烈·禾頓獲得的地板布專利權，並於1847年開始在自己位於柏夫赫的新工廠生產地板布，並開始使用焗爐烘乾地板布，減少生產時間。專利權過期後，乃因在1877年轉而生產油氈。曾經為米高·乃因工作的工人亦紛紛建立工廠，生產地板布和油氈。
大約有22200人在柯科迪地區工作，其中大部分人於柯科迪就業，少部分人到本泰蘭工作。柯科迪地區職位數目佔法夫郡職位數量的13.6%。服務業是柯科迪地區的最重要產業。零售業和建築業亦為柯科迪地區的重要經濟支柱，金融和商業服務業的就業機會較少。MGt電訊是柯科迪最大規模的公司。其他大規模的本地公司包括法夫國民保健署、製造乙烯基地毯的科寶公司 、法夫學院、威禾夫控股麵粉廠（Whitworths Holdings）和史密夫安達臣造紙廠（Smith Anderson）。
柯科迪主要的工業和商業區包括米治萊頓（Mitchleston）、倫道夫、希菲和約翰·史密斯商業園。隨著2011年柯科迪港重新開放予貨船，當地的工業活動也有所增加。卡爾麵粉廠（Carr's Flour Mills）、福思港口（Forth Port）和蘇格蘭運輸公司之間的合作促進柯科迪港的重新開放。福思港口提供了超過80萬英鎊的貨運設施補助金來興建新的信息煙囪和傳送系統，使船運更快速。
柯科迪市中心是柯科迪約13萬居民的聚集之處，居民只需花20分鐘便可到達市中心。柯科迪亦擁有法夫郡最大規模的購物中心。2010年，法夫議會計劃為柯科迪市中心設立商業改善區，獲得當地企業投票支持。大街與濱海中心（Esplanade）平行，沿路有墟市購物中心（Mercat Shopping Centre）和布斯廷購物中心（Posting Shopping Centre）。大街的外觀改善工程已於2011年年底完成。工程完成後，「綠色走廊」將主要的火車站、公共汽車站與大街連接起來。整個項目的預算為400萬英鎊，其中200萬英鎊由隸屬於蘇格蘭政府的「城鎮中心重建基金」提供。
柯科迪露天購物中心建於1997年，位於小鎮西北部的教堂平路（鄰近A92公路），是零售商倉庫的集中地。2005年4月，倫敦房地產開發商漢馬臣（Hammerson）以7500萬英鎊買下購物中心。

## 文化
柯科迪藝廊集博物館、藝術畫廊和中央圖書館於一身。該建築物於1925年啟用，原先只用作博物館和藝術館，1928年博物館擴建為主要圖書館。2011年，博物館閉館進行一項耗資240萬英鎊的翻新工程，2013年6月重新開放。翻新後，博物館增添一個單一的入口和接待台將建築內的設施整合在一起。這座建築物也更名為「柯科迪藝廊」。柯科迪的主要劇院為亞當 · 史密斯劇院，該處經常舉辦戲劇演出和音樂會，以及放映一系列藝術電影和商業電影。該劇院原名亞當·斯密堂，1973年為了迎接亞當·斯密誕辰250週年，劇院得以翻修，並更名為亞當 · 史密斯劇院。

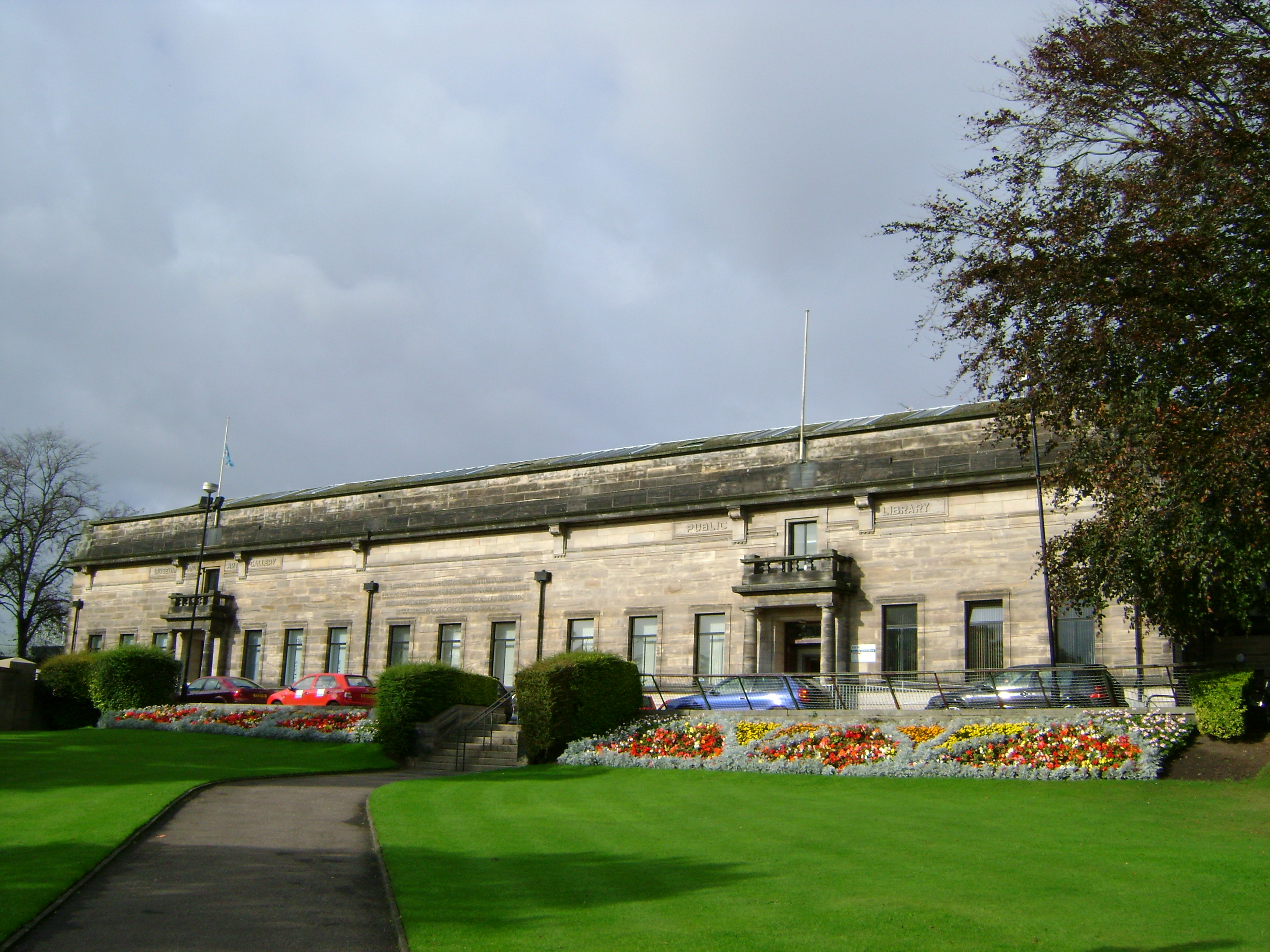
柯科迪藝廊

林克斯市場起源於林克斯街的農貿市場，1903年搬到海濱長廊（當時稱為山市路）。每年四月林克斯市場均會有大型市集，2004年正是林克斯市場成立700週年。1962年9月，柯科迪與德國的英戈爾施塔特建立了結成姐妹城市。2012年柯科迪與英戈爾斯塔特共同舉辦一個聯合慶祝活動，紀念兩地結成姐妹城市50週年。
柯科迪有三個主要公園，分別是貝弗域治公園（Beveridge Park）、雷文斯基格公園（Ravenscraig Park）和鄧尼克公園（Dunnikier Park）。貝弗域治公園佔地104英畝（420,000平方米），透過購買雷斯莊園土地，以及擴建羅比公園而成。公園也是亞麻製造商、教務長米高貝弗域治（Michael Beveridge，於1890年去世）總值5萬英鎊的遺產的一部分。1892年9月24日，一萬多人出席其由遺孀、教務長、地方法官和皇家自治鎮議會主持的公園開幕禮。貝弗域治公園內建有划船湖泊、噴泉花園、滑板公園、橄欖球場，足球場和林地步道。公園於2010年和2011年兩度獲得綠旗獎。雷文斯基格公園位於城鎮的東部，毗鄰雷文斯基格城堡。公園前身是戴薩莊園。1929年，油氈製造商米高·乃因爵士把戴薩莊園的土地捐出而成為花園。鄧尼克公園位於小鎮北部，前身為建於1790年的鄧尼克宅第（國會議員占士·湯臣·奧斯和曾居於此）。莊園於1945年被鎮議會買下，改建成公園。現今鄧尼克公園建有林地人行道。

## 運動與文娛

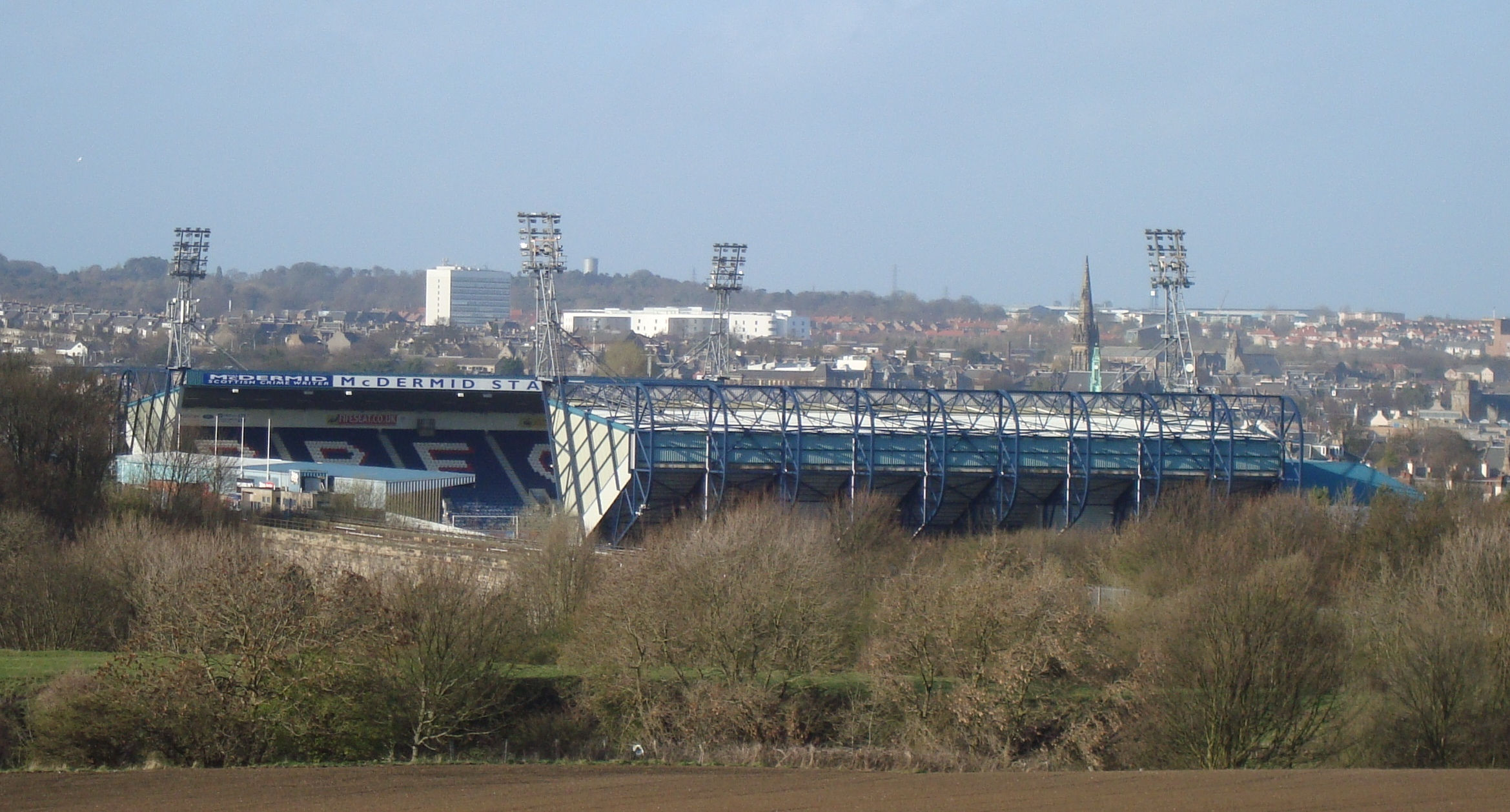
拉夫流浪足球會主場斯塔克公園球場

拉夫流浪足球會是位於柯科迪的足球會，現時於蘇格蘭甲組聯賽作賽，其主場為斯塔克公園球場。拉夫流浪足球會成立於1883年，1902年進入蘇格蘭足球聯盟作賽。他們在1921-22賽季升班至蘇格蘭足球聯賽，以第三名完成賽季。 1937-38賽季，他們在34場比賽中攻入142球，創下了英國球隊的進球記錄。在主教練吉米·力高的帶領下，球隊在1994-95賽季以甲級聯賽冠軍的身份升班至蘇格蘭超級聯賽。1994年，拉夫流浪足球會贏得球會成立以來第一個全國冠軍，加時後雙方仍然踢成2-2平手，要互射十二碼，最終拉夫流浪以比數6：5擊敗些路迪，贏得了蘇格蘭聯賽盃，並能於下一季參加歐足聯歐洲聯賽，但球隊在第二輪遭拜仁慕尼黑淘汰。
青少年足球隊柯科迪和戴薩（Kirkcaldy and Dysart）亦以柯科迪為基地，其主場為丹菲公園，現時於在蘇格蘭少年聯賽東部南聯賽作賽。1916年解散的柯科迪聯曾經以柯科迪為基地。
柯科迪皇家橄欖球隊以柯科迪為基地，在蘇格蘭國家二級聯賽中作賽，其主場位於貝弗域治公園。法夫飛人隊成立於1938年，是英國歷史最悠久的冰球隊。這支球隊在法夫冰上體育館比賽，自2011 / 2012賽季以來一直是精英聯賽一員。亦有板球俱樂部和奪旗式美式足球俱樂部以柯科迪為基地，分別以鄧尼克公園和貝弗域治公園為主場。此外，柯科迪擁有一系列休閒設施，包括游泳池、溜冰場和兩個高爾夫球場。
2013年9月，位於濱海中心附近，耗資1500萬英鎊的新文娛中心開幕，以取代上世紀70年代建成的柯科迪游泳池。新文娛中心的工程導致一個公共停車場蒙受虧損，因而引發爭議。由拯救停車場運動組織發起的請願活動收集了超過7,000個簽名，支持停車場繼續營運。該組織表示，若關閉停車場，將阻礙消化者前往商業街，店主亦會喪失停車場使用權。新文娛中心選址決定受到了內部審計報告的嚴厲批評。

## 地標

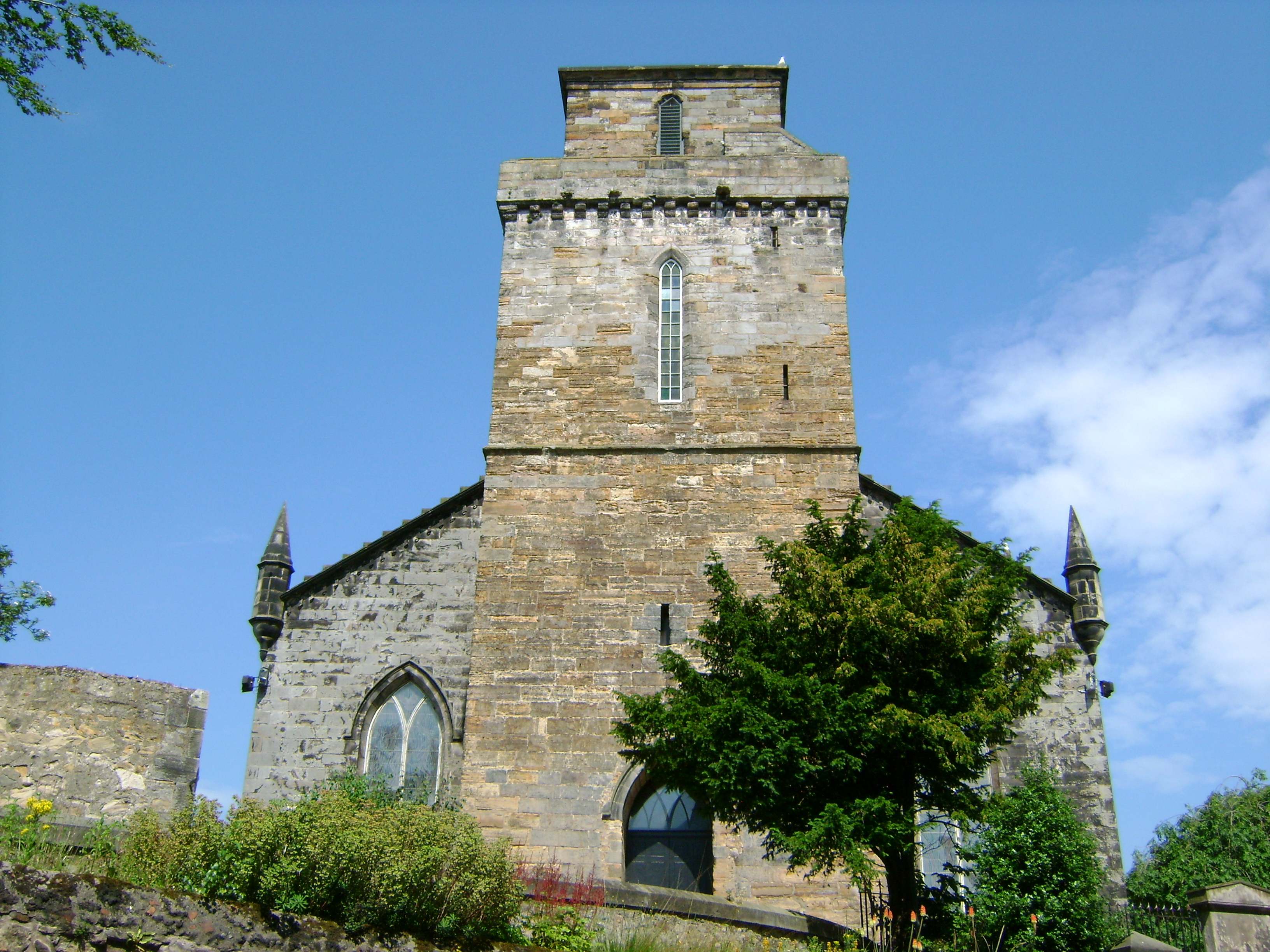
老教區大教堂諾文廣場西塔

老教區教堂（Old Kirk）是柯科迪最古老的教堂，位於柯克·溫德街。對老教區教堂的最早記載是在1244年，時為聖安德魯斯主教伯南的大衛對聖布賴斯和聖博德的祝聖禮。隨著時間流逝，教堂日益失修，教堂主體大規模的翻修工程在1807年開展，至1808年完成。重建工程後，只有建於16世紀的廣場西塔仍原封不動，它現今為老城區現存最古老的建築。2000年，老教區教堂與聖布賴杜教堂合併，2008年停止向公眾開放。此後，老教會信託基金將教堂活化為音樂和戲劇表演場所。該鎮其他重要的教堂包括由占士·馬修斯（James Matthews）建於1881年的聖布賴杜教區教堂，坐落於聖布賴杜大道和柯克·溫德街的交界；阿布沙教區教堂則坐落阿布沙路，目前的教堂建築於1788年建成；林克敦教堂由佐治·希（George Hay）建於1830年至1881年，教堂座落於伯利恆廣場。
柯科迪鎮政廳立於市政廣場的中心。鎮政廳由來自愛丁堡的大衛·卡爾（David Carr）和威廉·侯活（William Howard）於1930年代末設計。建築工程因第二次世界大戰被推遲到1950年。西翼和東翼分別於1953年和1956年建成。
戰爭紀念花園中的柯科迪戰爭紀念碑（Kirkcaldy War Memorial）是由米高·乃因的孫子約翰·乃因（John Nairn）豎立，以紀念死於第一次世界大戰的兒子伊恩·乃因（Ian Nairn），紀念碑於1925年揭幕。1958年，由湯瑪斯·哈伯德（Thomas Hubbard）設計的第二次世界大戰紀念碑揭幕。這兩座紀念碑是為紀念兩次世界大戰中陣亡者。
早期商賈和船東的住所與柯科迪港口相連。羅氏家族（Law）所居住的商賈宅邸（Merchant House）位於大街339-343號，是為具16世紀風格的蘇格蘭聯排別墅；海員宅邸（Sailors' Walk）位於大街443-449號，住宅由兩個17世紀的房子組成，建成年份可追溯到約1460年。這兩所房子曾經被分成4所住宅，其中3所屬於奧理芬家族（Oliphant），第4所屬於占士·亞當·費格遜。
海港以北的小徑樹立了兩個風格獨特的建築。赫治臣宅邸（Hutchison's House）由附近東橋酒廠（East Bridge distillery）的老闆佐治·斯皮爾斯（George Spears）於1793年建造。帕斯小屋（原名鄧尼克小屋）是約翰 · 屈臣（John Watson）於1692年為他的新娘尤凡 · 奧洛（Euphan Orrock）建造的一座三層長形平面塔式小屋。 1703年，屈臣將房子賣給與這座城市有著重要的聯繫的奧斯和家族。
柯科迪有兩座宏偉的大宅。鄧尼克大宅位於柯科迪北部，建於18世紀晚期，奧斯和家族曾於這裡居住。拉夫大宅在柯科迪的西南方，由第四代拉夫和梅維爾伯爵亞歷山大·拉夫爵士（Sir Alexander Raith）於17世紀末為他的新娘芭芭拉·登打士（Barbara Dundas）建造。拉夫大宅現今是是門羅-費格遜一家的私人住宅。

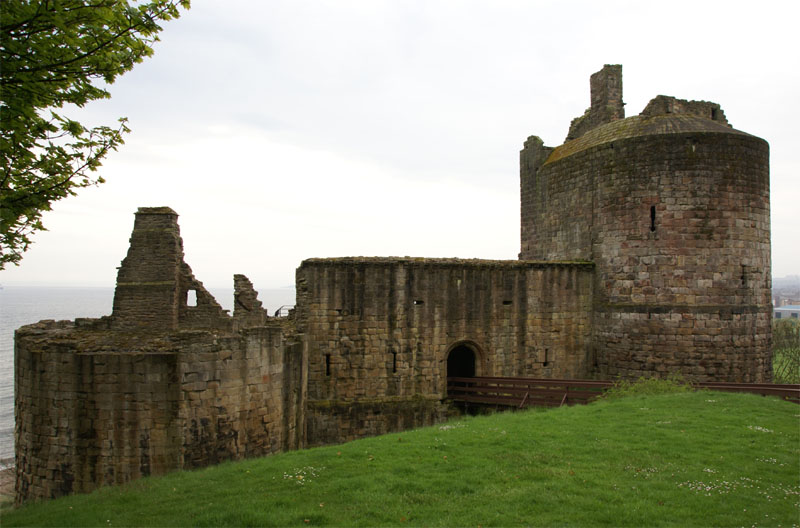
雷文斯基格城堡遺址

城鎮的東邊坐落著雷文斯基格城堡遺址，這座城堡坐落在一片的岩石海岬上，海岬延伸至福斯灣。1460年，苏格兰國王詹姆斯二世為格德司的瑪麗修建這座城堡。城堡也保衛包括戴薩一帶的福斯河上游地區。它亦保護了柯科迪海港免受海盜和英格蘭人的攻擊。雷文斯基格城堡建有巨大的城牆、放置火槍的射擊孔和岩石壕溝，是英國最早有實質防禦功能和使用火砲防衛的城堡之一。詹姆斯二世去世後，雷文斯基格城堡的建造工程仍繼續進行，格德司的瑪麗亦居於此直至1463年去世。1470年，苏格兰國王詹姆斯三世將這座城堡和土地授予奧克尼和凱斯內斯伯爵威廉·辛克禮，以換取柯克和的城堡和授予奥克尼伯国爵位的權利。

## 教育

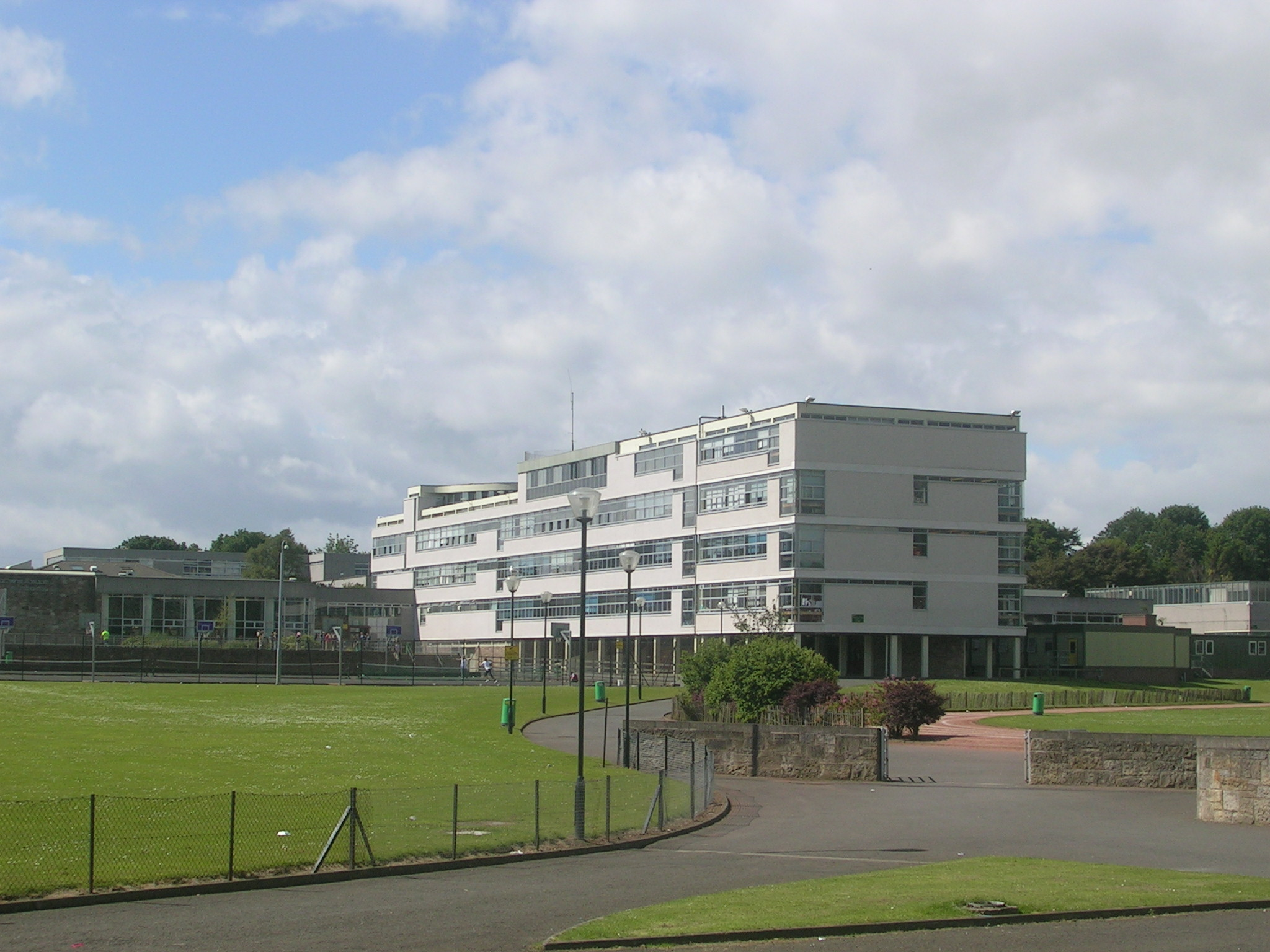
鮑華利高中

1582年，在當地教會領袖大衛·史賓斯博士（David Spens） 的幫助下，柯科迪自治鎮學校（Kirkcaldy Burgh School） 得以成立， 校舍建於希爾街，是為該鎮的第一所學校。在到學校讀書之前，學生們大多在牧師家裡上課。羅伯特·亞當和亞當·斯密亦曾於柯科迪自治鎮學校求學。1843年柯科迪自治鎮學校被位於聖布賴斯杜大道（St. Brycedale Avenue）的柯科迪文法學校（Kirkcaldy Grammar School）取代。一份寫於1872年的政府名單將柯科迪文法學校形容為一所「更高級」的學校。1893年，米高·乃因贊助學校興建新校舍。此外，鎮上還有不同種類的學校，包括女子學校和學徒學校。1872年通過的《蘇格蘭教育法令》規定孩童必須接受義務教育。
柯科迪有4所中學和11所小學，亦有一所私立學校和一所專為有學習需要學童開辦的學校。位於鄧尼克路的柯科迪高中是柯科迪最古老的高中，於1958年成立。柯科迪高中的學生大多來自柯科迪北部。鮑華利高中於1964年成立時是一所初中，1972年升格為高中。這所學校的學生大多來自柯科迪西部以及鄰近的景韓和本泰蘭。威霍夫高中創立於1908年，最初也是一所初中，在1980年升級為高中。政府已批准在柯科迪東部風車道運動場原址興建新中學的計劃，新中學校舍於2016年8月啟用。聖安德魯斯RC高中創立於1950年代末，是法夫的兩所羅馬天主教中學之一。
位於聖布賴斯杜大道，2013年8月由亞當史密斯學院、法夫學院和鄧弗姆林卡內基學院合併而成的的法夫學院為柯科迪居民提供持續教育。鄧迪大學亦於柯科迪開設一個專門的護理和助產學校。

## 公共服務
法夫地方政府負責處理柯科迪鎮內的廢物，亦管理回收中心和廢物回收處。柯科迪的回收站設有三色回收桶。無害廢物會被送往下梅維爾叢林（Lower Melville Wood）堆填區。
法夫國民保健署為柯科迪居民提供醫療保健服務，其總部設在希菲大廈（Hayfield House）。維多利亞醫院位於市中心北部，是一間設有急症室和產科的醫院。一項耗資1.525億英鎊的擴建工程於2012年2月竣工，擴建面積達53萬平方英尺（4.9萬平方米），增設一個產房、兒童病房、十一個手術室和一個新的急診室。維多利亞醫院銘琪中心（Maggie's Centre）專門為癌症患者提供醫療服務。該中心是英國建築師扎哈·哈迪德設計的第一座建築。專為精神病患者和老年患者提供服務的惠文比醫院（Whyteman's Brae）也是柯科迪醫療系統一部分。
蘇格蘭消防和救援局提供緊急消防和救援服務，消防總局設於鄧尼克路。至於柯科迪的警務工作由蘇格蘭警方負責，警察總局設於聖布賴斯杜大道上。

## 運輸
A92公路西邊連接敦費蘭，北邊連接格倫羅西斯和邓迪。A910公路貫穿柯科迪西部和中部。A921公路連接A92公路，亦經過聖嘉麗街（St. Clair Street）和濱海中心，盡頭處位於本泰蘭的景韓和法夫西南部的阿伯杜爾。B981公路貫穿柯科迪北部，與A92公路大致平行。B981公路亦連接A910和A921公路，經教堂平道和鄧尼克路到格拉頓。A915公路連接柯科迪、聖安德魯斯和東北部的列文（Leven）。A955公路沿著海岸線從戴薩一直延伸到東韋米斯和巴黑文。
柯科迪巴士總站設於希爾廣場（Hill Square）和亨特街（Hunter Street）交界，毗鄰購物中心。柯科迪火車站是法夫環線和東海岸主線的車站，位於市中心西北方。柯科迪火車站亦有火車以鴨巴甸、延文禮士或倫敦國王十字車站為終點站。此外，本泰蘭站和景韓站分別在柯科迪的南部和西部。最近柯科迪的國際機場是愛丁堡機場，距離柯科迪26英里（42公里）遠。